# Томанце (Косовска Каменица)
Томанце (алб. Tomancë или Tomanca) је насеље у општини Косовска Каменица на Косову и Метохији. По законима самопроглашене Републике Косово насеље се налази у саставу општине Ранилуг. Атар насеља се налази на територији катастарске општине Томанце површине 270 ha.

## Демографија
Насеље има српску етничку већину.
Број становника на пописима:
- попис становништва 1948. године: 205
- попис становништва 1953. године: 229
- попис становништва 1961. године: 264
- попис становништва 1971. године: 285
- попис становништва 1981. године: 217
- попис становништва 1991. године: 193